# Savusavu
Savusavu ist eine Stadt in Fidschi mit 7034 Einwohnern (Stand: 2007). Sie liegt im südlichen Teil der Insel Vanua Levu in der Provinz Cakaudrove der Northern Division.
Sie ist eine von 11 Urban Areas in Fidschi und wurde als Town 1969 inkorporiert. Town und das Umland mit einigen Dörfern (koro) bilden eine Agglomeration (Stadtregion). Seit dem 19. Jahrhundert ist Savusavu eine für Vanua Levu wichtige Hafenstadt. Das Gebiet liegt auf einer Landzunge, die nördlich an der Savusavu Bay und südlich an der Somosomo-Straße, 15 km von der Insel Taveuni entfernt, liegt.
Vorgelagert ist Nawi Island mit zwei kleineren Inseln, die als Privatinsel von der Nawi Island Limited betreut wird, insbesondere zum Ausbau einer Marina. Bekannt ist Savusavu durch seine Thermalquellen, als Yachthafen und als Tauchgebiet.

## Infrastruktur
Erreichbar ist Savusavu mit Schiff, Fährboot und dem 3,1 km südlich gelegenen Savusavu Airport, der von Nadi und Suva angeflogen wird. Verbindungsstraße ist der Hibiscus Highway, der in Savusavu in die Cross Island Road mündet. Die nächstgelegene größere Stadt ist im Norden das rund 55 km entfernte Labasa.

## Stadtverwaltung
Oberstes Organ ist das Savusavu Town Council, bestehend aus 9 Stadträten. Nach der Absetzung sämtlicher Städträte und Bürgermeister durch die Militärverwaltung des Frank Bainimarama im Jahr 2009, wurde der Fidschi-Inder Vijay Chand zum speziellen Administrator für die Städte Labasa und Savusavu eingesetzt.

## Bevölkerungsentwicklung
|            | 1986 | 1996 | 2007   |
| ---------- | ---- | ---- | ------ |
| Town       |      | 2652 | 3285 ▲ |
| Umland     |      | 2318 | 3749 ▲ |
| Urban Area | 2872 | 4970 | 7034 ▲ |

Das Statistische Amt hat bisher keine Flächenangaben bekannt gegeben.

## Persönlichkeiten
- Albert Vulivuli (* 1985), Rugbyspieler
- Finau Vulivuli (* 1982), Fußballschiedsrichterin
- Thomas Vulivuli (* 1981), Fußballspieler